# Kids vs. Aliens
Kids vs. Aliens ist ein US-amerikanischer Slasher-Film von Regisseur Jason Eisener. Der Film basiert auf dem Kurzfilm Slumber Party Alien Abduction, der im Episodenhorrorfilm S-VHS (2012) zu sehen war.

## Handlung
Der Film beginnt mit einer Gruppe von Kindern, darunter Gary, der mit seiner Schwester Samantha und seinen Freunden begeistert von Filmen ist. Sie verbringen ihre Freizeit damit, zusammen selbstgedrehte Filme zu machen. Gary träumt davon, ein berühmter Filmemacher zu werden und lässt seiner Fantasie freien Lauf, während er seine Freunde als Schauspieler für seine Filme einsetzt. Samantha, Garys ältere Schwester, unterstützt ihren Bruder zwar, fühlt sich jedoch zunehmend von den jugendlichen Partys und sozialen Aktivitäten ihrer Altersgruppe angezogen.
Als die beiden Geschwister eines Abends alleine zu Hause sind, während ihre Eltern auf einem Kurztrip sind, veranstaltet Samantha eine Party, um bei den beliebten Jugendlichen in der Nachbarschaft Eindruck zu machen. Gary und seine Freunde werden gezwungen, im Keller zu bleiben, während oben im Haus die Party tobt.
Doch die Stimmung kippt schnell, als eine außerirdische Invasion beginnt. Die Aliens greifen plötzlich und gnadenlos an und fangen an, Menschen zu entführen und zu töten. Die Party wird schnell zu einem Albtraum, als die Außerirdischen Jagd auf die Jugendlichen machen und das Haus verwüsten. Samantha erkennt, dass sie jetzt Verantwortung übernehmen muss, um ihren Bruder und dessen Freunde zu beschützen.
Während sich die Situation zuspitzt, nehmen die Kinder den Kampf gegen die außerirdischen Eindringlinge auf. Die Aliens haben nicht nur übermenschliche Kräfte, sondern auch fortschrittliche Waffen, mit denen sie die Menschen überwältigen. Trotz ihrer Angst und Unerfahrenheit mobilisieren die Kinder ihre Fantasie und ihre improvisierten Filmrequisiten, um die Aliens zu bekämpfen.
Der Film erreicht seinen Höhepunkt, als Samantha, Gary und seine Freunde gegen die Aliens antreten, die versuchen, die Kinder zu entführen und ihre Technologie zu nutzen. In einem mutigen Finale schaffen es die Kinder, die außerirdische Bedrohung zurückzuschlagen und ihre Welt zu verteidigen.

## Produktion und Veröffentlichung
Dezember 2021 kündigte Bloody Disgusting die Veröffentlichung von Kids vs. Aliens an. Die Dreharbeiten begannen im selben Monat in Nova Scotia. Regie führte Jason Eisener, die Drehbücher schrieben John Davies und Eisener. In der Hauptrolle spielen Dominic Mariche, Calem MacDonald, Phoebe Rex, Asher Grayson, Ben Tector, Emma Vickers und Isaiah Fortune.
Der Film feierte am 23. September 2022 beim Fantastic Fest Premiere. Am 20. Januar 2023 auf und Shudder veröffentlicht. In Deutschland kam der Film am 28. September 2023 raus.

## Besetzung und Synchronisation
Die deutschsprachige Synchronisation entstand nach den Dialogbuch und Dialogregie von Gordon Rijnders durch die Synchronfirma Think Global Media GmbH.
| Rolle    | Schauspieler    | Synchronsprecher |
| -------- | --------------- | ---------------- |
| Gary     | Dominic Mariche | Francis Fanselow |
| Samantha | Phoebe Rex      | Laurine Betz     |
| Billy    | Calem MacDonald | Fabian Kluckert  |
| Dallas   | Isaiah Fortune  | Carlos Fanselow  |
| Jack     | Asher Grayson   | Jakob Gisbertz   |
| Trish    | Emma Vickers    | Jamie Lee Blank  |
| Miles    | Ben Tector      | Luca Hinz        |

## Rezeption
Lexikon des internationalen Films: „Eine Science-Fiction-Horror-Komödie mit Teenie-Ensemble, die das Genre nicht gerade neu erfindet, aber hinreichend unterhält. Dabei setzt sie zunächst auf Coming-of-Age-Geplänkel, um alle Konflikte dann in einem derben, genüsslich überzeichneten Alien-Invasion-Actionszenario kulminieren zu lassen.“
IGN gab dem Film 5 von 10 Sternen.